# Orrtjärnen (Älvdalens socken, Dalarna)
Orrtjärnen är en sjö i Älvdalens kommun i Dalarna och ingår i Dalälvens huvudavrinningsområde.